# Il Quotidiano del Sud
Il Quotidiano del Sud (che nasce da il Quotidiano della Calabria, il Quotidiano della Basilicata e Corriere - Il quotidiano dell'Irpinia) , è un quotidiano italiano pubblicato in versione cartacea e digitale, a diffusione nazionale e regionale in Basilicata, Calabria, Campania e Puglia. L'edizione di quest'ultima copre le provincie di Bari e Barletta-Andria-Trani e le Murge.  
Dal mese di aprile 2019 la direzione editoriale passa a Roberto Napoletano, già direttore del Sole 24ore e del Messaggero, e viene aggiunta una edizione nazionale dal titolo Il Quotidiano del Sud - L'Altravoce dell'Italia che affronta tematiche meridionalistiche e nazionali caratterizzandosi per una analisi dei fatti nazionali e internazionali visti dal Sud: «Si propone - venne annunciato con la pubblicazione del primo numero - come un Quotidiano che racconta i fatti della politica, della finanza, dell'economia, della geopolitica, della società con gli occhi del Mezzogiorno».
Dal mese di Aprile 2024 la direzione editoriale e responsabile passa a Massimo Razzi, mentre Rocco Valenti diventa condirettore per la Calabria e Roberto Marino condirettore per la Basilicata. Nei mesi successivi Stefano Regolini sarà chiamato alla direzione editoriale dell'Altravoce dell'Italia succedendo a Roberto Napoletano nel frattempo passato a Il Mattino. Razzi, 72 anni, in precedenza ha lavorato a l’Unità, Il Corriere Mercantile e Il Lavoro. Poi per 18 anni a Repubblica.it ed è stato anche direttore di Kataweb.

## Storia
Nato il 13 giugno 1995 per iniziativa di quattro giovani imprenditori (Franco Giannone, Raffaele Giordanelli, Donatella Guido e Franco Schirinzi) che crearono la Chelone SpA grazie alla legge sulla imprenditoria giovanile, "Il Quotidiano" fu fondato e diretto fino al dicembre 1996 da Pantaleone Sergi, all'epoca inviato speciale del quotidiano La Repubblica. Per problemi di ricapitalizzazione, nel 1997 il giornale è stato acquisito dalla Finedit, fondata dai fratelli Dodaro. Dal 1º gennaio 1997 alla direzione è subentrato l'avellinese Ennio Simeone, già direttore del Tirreno e vicedirettore di Paese Sera, che nel 2006 ha lasciato il giornale nelle mani del giornalista napoletano Matteo Cosenza; nel 2014 gli subentra il giornalista crotonese Rocco Valenti.   
Il primo numero del Quotidiano fu pubblicato il 13 giugno 1995 con la testata Il Quotidiano di Cosenza e provincia. Dal 4 giugno 1996 con l'edizione di Reggio Calabria e provincia e quindi, dal 12 giugno 1996, dell'edizione di Catanzaro e Provincia, cambiò la testata in Il Quotidiano della Calabria. Il 16 aprile 1997 aprì la redazione di Crotone e il 1º luglio 1997 quella di Vibo Valentia. 
Il 12 marzo 2002 la società editrice decise di pubblicare anche una edizione della Basilicata con una redazione autonoma ma in sinergia con quella calabrese affidando la condirettore a Pino Anzalone, figura storica del giornalismo lucano per aver fondato e diretto per trent'anni l'edizione per la Basilicata della "Gazzetta del Mezzogiorno". In Basilicata si succederanno in seguito quali direttori i coniugi Paride Leporace e Lucia Serino già attivi per diversi anni nella testata calabrese.
La redazione centrale è a Castrolibero, comune dell'area urbana di Cosenza dove ha sede anche un moderno centro stampa nel quale viene stampata anche l'edizione della Basilicata con gli inserti riguardanti la Murgia barese e tarantina.
Dal primo luglio 2014 le tre testate il Quotidiano della Calabria, il Quotidiano della Basilicata (diretto da Paride Leporace e poi Lucia Serino, entrambi a lungo caporedattore dell’edizione calabrese) e il Corriere dell'Irpinia si fondono ne Il Quotidiano del Sud già Corriere - Quotidiano dell'Irpinia fondato e diretto da Gianni Festa (come riporta la stessa gerenza del giornale).   
Nel 2019 nasce l'Altravoce dell'Italia, l'edizione nazionale del Quotidiano del Sud, inizialmente distribuita, nella sua versione cartacea, oltre che nelle tre Regioni in cui editano le edizioni locali anche a Milano, Roma, Bologna, Napoli e Bari. La direzione editoriale di tutte le testate passa a Roberto Napoletano, già direttore del Sole 24ore e del Messaggero, che viene affiancato da Rocco Valenti quale direttore responsabile e da diversi co-direttori per le edizioni regionali e provinciali di Basilicata, Campania-Irpinia e Campania-Salerno. 
Nel 2024 la direzione editoriale e responsabile passa a Massimo Razzi affiancato in condirezione da Rocco Valenti per la Calabria, Roberto Marino per la Basilicata e Stefano Regolini per l'Altravoce dell'Italia. 

### Le novità editoriali
Con il cambio di guardia tra Simeone e Cosenza il giornale ha presentato ai suoi lettori alcune novità. La veste grafica è stata rinnovata, si è arricchita di nuovi inserti settimanali, come "il domenicale", di approfondimento culturale. La rubrica quotidiana dedicate alle "lettere", curata da Pietro De Luca, è stata successivamente affidata alla ex giornalista della Rai Annarosa Macrì. Nel frattempo fa il suo esordio il sito internet del giornale, che nel 2012 viene affidato ad un nucleo dedicato di giornalisti della redazione. Nella linea della continuità il passaggio da Matteo Cosenza a Rocco Valenti. Ma è sotto la direzione di quest'ultimo che le testate del Quotidiano della Calabria e del Quotidiano della Basilicata si fondono insieme alla nuova edizione irpina curata dalla redazione del Corriere dell'Irpinia, diretta da Gianni Festa.
Dal settembre 2018 il direttore Rocco Valenti ha chiamato alla condirezione del giornale Roberto Marino, già direttore del "Centro" e capo redattore de "l'Alto Adige", nonché caporedattore del Quotidiano della Calabria dal 2014. 
Dal marzo 2019 si è aggiunta un'edizione pugliese, sia pure limitata alla Murgia barese (Altamura, Gravina, Santeramo, Gioia del Colle) e tarantina (Ginosa, Castellaneta, Laterza, Massafra, Mottola, Palagiano).
Dal mese di aprile 2019, con l'avvento alla direzione di Roberto Napoletano, iniziano a collaborare con la testata nazionale l'Altravoce dell'Italia giornalisti di alto livello del panorama nazionale come, tra gli altri, Alberto Negri, Francesco Viviano e Fabrizio Galimberti, opinionisti come Paolo Pombeni, Michele Marchi, Pellegrino Capaldo, Adriano Giannola, Pietrangelo Buttafuoco, e il disegnatore Riccardo Marassi la cui vignetta è rinominata "sfogliatella".
Con L'Altravoce dell'Italia viene pubblicata una edizione domenicale, denominata Mimì, mentre nell'edizione Calabria è presente un appuntamento settimanale con gli spettacoli e il tempo libero denominato Week-End.
Da gennaio 2020 si è aggiunta una edizione provinciale per Salerno che in Campania si aggiungeva all'edizione Irpinia, quest'ultima guidata dal fondatore Gianni Festa, espandendo il mercato della testata. La co-direzione dell'edizione Salerno del Quotidiano del Sud era stata affidata al giornalista Andrea Manzi. Successivamente entrambe le edizioni sono state chiuse restando attive le edizioni calabresi, l'edizione lucana e l'Altravoce dell'Italia.

## Vendite e contesto
Quando i nuovi editori rilevano la testata che era stata avviata con appena 270 milioni di lire di capitale, i numeri non sono dalla loro parte: il giornale registra però una crescita di lettori fino a raggiungere un picco nel 2010 in concorrenza con la testata storica con sede in Sicilia ma che vende soprattutto in Calabria, la Gazzetta del Sud. In seguito, a causa della crisi economica, subentra un calo di vendite.